# Guillemot marbré
Brachyramphus marmoratus
Espèce
Statut de conservation UICN

 EN A2bc+3bc+4bc : En danger
Le Guillemot marbré (Brachyramphus marmoratus) est une espèce d'oiseaux marins de la famille des alcidés.

## Caractéristiques

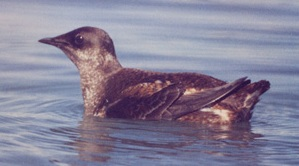
Un guillemot marbré avec son plumage caractéristique de la période de reproduction

Le guillemot marbré est un oiseau qui mesure environ 25 centimètres à l'âge adulte. Il a un plumage noir sur le haut de la tête et sur le dos, tandis que le bas de la tête et le ventre sont blancs. Il possède des taches blanches sur ses ailes pointues qu'il bat très vite lorsqu'il vole. Durant la période de reproduction, son plumage change de couleur pour devenir brun marbré, d'où son nom vernaculaire. Les oisillons ont un duvet de couleur jaune ou gris-jaune.

## Aire de répartition
Le guillemot marbré vit principalement sur le littoral nord de l'océan Pacifique. Côté asiatique on le trouve en Russie et au Japon, tandis que côté nord-américain on le trouve en Colombie-Britannique (Canada) et aux États-Unis (notamment en Alaska).